# Massimo Scali

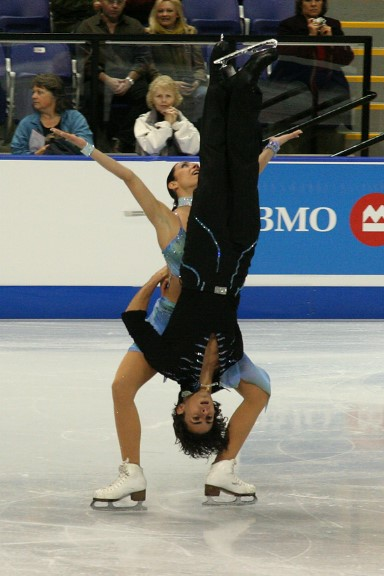

Massimo Scali (Monterotondo, 11 december 1979) is een Italiaanse kunstschaatser.
Scali is actief in het ijsdansen en sinds 2001 is Federica Faiella zijn vaste sportpartner. Hun huidige trainers zijn Natalja Linitsjoek, Paola Mezzadri en Gennadi Karpanossov. Voorheen reed hij onder andere met Flavia Ottaviani. Op de EK’s van 2009 en 2010 wonnen ze de zilveren medaille, op het WK van 2010 voegden ze hier een bronzen medaille aan toe.

## Persoonlijke records
| resultaten t/m 2010     |        |            |          |
|                         | punten | datum      | toernooi |
| Hoogste totaalscore     | 201.91 | 21-03-2008 | WK       |
| Hoogste verplichte dans | 40.85  | 23-03-2010 | WK       |
| Hoogste originele dans  | 63.55  | 20-03-2008 | WK       |
| Hoogste vrije dans      | 101.21 | 21-03-2008 | WK       |

| resultaten vanaf 2010 |        |            |               |
|                       | punten | datum      | toernooi      |
| Hoogste totaalscore   | 145.92 | 28-01-2011 | EK            |
| Hoogste korte kür     | 57.65  | 19-11-2011 | Cup of Russia |
| Hoogste vrije kür     | 88.74  | 28-01-2011 | EK            |

## Belangrijke resultaten
| Kampioenschap           | 01/02  | 02/03 | 03/04 | 04/05 | 05/06  | 06/07 | 07/08 | 08/09  | 09/10  | 10/11 |
| ----------------------- | ------ | ----- | ----- | ----- | ------ | ----- | ----- | ------ | ------ | ----- |
| Olympische Spelen       | 18e    |       |       |       | 13e    |       |       |        | 5e     |       |
| Wereldkampioenschap     | 16e    | 11e   | 9e    | 9e    | 8e     | 9e    | 5e    | 8e     | Brons  |       |
| Europees kampioenschap  | 12e    | 8e    | 6e    | 5e    | 7e     | 6e    | 4e    | Zilver | Zilver | 5e    |
| Nationaal kampioenschap | Zilver | Goud  | Goud  | Goud  | Zilver | Goud  | Goud  | Goud   | Goud   |       |